# Роджер Каньяс
Роджер Каньяс (ісп. Roger Cañas, нар. 27 березня 1990, Медельїн) — колумбійський футболіст, півзахисник клубу «Астана».
Виступав за «Індепендьєнте Медельїн», а також низку східноєвропейських клубів.

## Ігрова кар'єра
Роджер  почав кар'єру в колумбійському клубі «Індепендьєнте Медельїн». Відігравши певний час гравець вирішив спробувати себе закордоном.
2010 року був близький до переходу в «Удінезе» . Але через скорочення в Італії кількості легіонерів перед початком чемпіонату, футболістові довелося шукати інший варіант продовження кар'єри в Європі. Таким варіантом виявився футбольний латвійський клуб «Транзит», за який колумбієць провів 4 матчі та забив 1 гол.
У липні 2010 року приєднався до російського «Сибіру». В Прем'єр-лізі Росії дебютував 2 серпня 2010 року в матчі проти «Томі».
У серпні 2011 року був відданий в оренду «Ягеллонії» на рік з правом викупу. Але в підсумку зіграв лише в Кубку Польщі, не провівши жодного матчу чемпіонату країни.
26 січня 2012 року стало офіційно відомо, що Роджер гратиме за казахстанський «Шахтар». Колумбійський непогано показав себе в Прем'єр-лізі Казахстану, оформивши хет-трик у 4 турі. Всього за два сезони Каньяс зіграв за казахстанський клуб понад 50 матчів, допомігши в першому сезоні виграти чемпіонат країни, а в другому — кубок і суперкубок.
11 грудня 2013 року стало відомо, що футболіст переходить в донецький «Металург». Після кількох товариських ігор у складі нової команди Каньяс пройшов медичне обстеження. Після чого вранці 1 лютого лікар донецької команди Дмитро Лісіцин оголосив, що колумбійський хавбек залишить клуб через наявність лише однієї нирки. Незабаром після цього підписав контракт з «Астаною».

## Досягнення

### Командні
«Індепендьєнте Медельїн»
- Чемпіон Колумбії (1): 2009-II

 «Шахтар»
- Чемпіон Казахстану (1): 2012
- Володар Кубка Казахстану (1): 2013
- Володар Суперкубка Казахстану (1): 2013

 «Астана»
- Чемпіон Казахстану (3): 2014, 2015, 2016
- Володар Кубка Казахстану (1): 2016
- Володар Суперкубка Казахстану (1): 2015

 «АПОЕЛ»
- Чемпіон Кіпру (1): 2016-17

### Особисті
- Найкращий півзахисник казахстанської Прем'єр-Ліги (1) : 2013
- У списку 33 найкращих футболістів казахстанської Прем'єр-Ліги (1) : № 1 (2013)